# Lukačovce
Lukačovce jsou obec na Slovensku v okrese Humenné v Prešovském kraji ležící na úpatí Ondavské vrchoviny. Žije zde 465 obyvatel.
První písemná zmínka pochází z roku 1543. Nachází se zde římskokatolický kostel Proměnění Páně.